# Decachorda
Decachorda é um gênero de mariposa pertencente à família Saturniidae.

## Espécies
- Decachorda aspersa Bouvier, 1927
- Decachorda aurivilii Bouvier, 1930
- Decachorda bouvieri Hering, 1929
- Decachorda congolana Bouvier, 1930
- Decachorda fletcheri Rougeot, 1970
- Decachorda fulvia (Druce, 1886)
- Decachorda inspersa Hampson, 1910
- Decachorda mombasana Stoneham, 1962
- Decachorda pomona Weymer, 1892
- Decachorda rosea Aurivillius, 1898
- Decachorda seydeli Rougeot, 1970
- Decachorda talboti Bouvier, 1930